# Volmir Francisco de Souza
Volmir Francisco de Souza (Vacaria, 5 de julho de 1944) é um ex-futebolista brasileiro que atuava como ponta-esquerda no Grêmio de 1965 a 1975.
Entre 1971 e 1975, jogou, no Campeonato Brasileiro, 31 partidas pelo Internacional, 17 pelo Figueirense, 11 pelo America-RJ e duas pelo Grêmio.

## Títulos
Grêmio
- Campeonato Gaúcho: 1965, 1966, 1967 e 1968

Seleção Brasileira
- Taça Bernardo O'Higgins: 1966

## Após o gramado
É aposentado como funcionário público e trabalha em escolas de futebol comunitário dirigidas pela Prefeitura de Porto Alegre.
Em 9 de julho de 2011, participou de um clássico Grenal com os veteranos para ajudar o ex-atacante Kita, internado em uma UTI de Passo Fundo (RS).